# Carlos Chandía
Carlos Luis Chandía Alarcón (Coihueco, Região de Biobio, Chile 14 de novembro de 1964) é político e ex-árbitro FIFA chileno. Carlos Chandía começou a apitar profissionalmente em 1 de janeiro de 2001. Fala espanhol e inglês.
Ele já oficiou vários jogos internacionais, como por exemplo final de Copa Libertadores, final de Copa Sul-Americana, e Eliminatórias da Copa. O destaque de sua carreira foi como árbitro durante a Copa do Mundo da FIFA 2006.
Ao apitar um jogo pela Copa Sul-americana de 2008 entre Estudiantes de La Plata e Botafogo, o zagueiro do Botafogo André Luís, arrancou o cartão da mão dele. Imediatamente, Chandía expulsou o zagueiro que já tinha um cartão amarelo.
Anunciou sua aposentaria na partida final de ida do Torneo Clausura 2009, em 5 de dezembro de 2009, disputado entre Colo-Colo e Universidad Católica.